# دانيال أريكسون
دانيال أريكسون (بالسويدية: Daniel Eriksson)‏ هو لاعب باندي ‏ سويدي، ولد في 20 أكتوبر 1974 في ساندفيكن في السويد.